# Xyrichtys wellingtoni
Xyrichtys wellingtoni är en fiskart som beskrevs av Allen och Robertson, 1995. Xyrichtys wellingtoni ingår i släktet Xyrichtys och familjen läppfiskar. Inga underarter finns listade i Catalogue of Life.
Arten förekommer i Stilla havet vid Clippertonön. Den dyker i 15 till 70 meter djupa vatten. Xyrichtys wellingtoni hittas över sandig grund nära klippor.
Populationen påverkas av El Niño. IUCN kategoriserar arten globalt som sårbar.